# 棚下照生
棚下 照生（たなか てるお、本名：田中 輝夫（読み同じ） 、1934年3月22日 - 2003年）は、日本の漫画家。児童向け剣戟漫画で人気となったが、その後は青年誌に活動の場を移し、「女侠客・股旅もの」の作品を多数発表、映像化作品も多い。代表作は『ヒマラヤ天兵』『めくらのお市物語』『旅がらすくれないお仙』など。妻は元女優の松山容子。

## 来歴
宮崎県延岡市生まれ。16歳のときに単身上京し、戦災で焼けた公衆便所をねぐらにしながら、新聞配達や給仕で生計を立て、独学で漫画を勉強した。1951年、17歳の時『ハンスと魔王』（鶴書房）でデビュー。1959年から1月から1960年6月まで「少年ブック」に連載された『ヒマラヤ天兵』が人気を博し、テレビドラマ化（KRテレビ、1959年8月～1960年9月）。
少年誌への投稿漫画がきっかけで寺田ヒロオと知り合い、親交を深めた。電電公社（現・NTT）に勤めていた寺田をプロ漫画家に誘い、上京を勧めたのは棚下だという。しかし、上京後「トキワ荘」のリーダー的存在となった寺田に対し、棚下はそうした仲間意識や連帯感を好まず、「生きるために」漫画を描いた。また、傍らには常に酒を離さず、稼いだ金は遊興費に注ぎ込むなど、無頼を貫いた。
その後、一時筆を絶つが、芳文社の編集長・稲葉武太郎に請われ、1966年から大人向けの長編漫画として「女侠客物」を描き始める。1967年に発表した『めくらのお市物語』（週刊漫画TIMES連載）がヒット。1969年に松竹で松山容子主演の下、映画シリーズ化（のちに日本テレビ / ユニオン映画でテレビドラマ化）され、1968年には『旅がらすくれないお仙』（週刊漫画サンデー連載）が同じく松山と大信田礼子主演でテレビドラマ化（東映京都テレビプロダクション / NET製作）。同作は松山にとっても代表作の1つとなり、これが縁で1971年に結婚した。
他に映像化された作品として『ハンターお竜』（プレイコミック連載）を原案とした『女殺し屋 花笠お竜』（主演・久保菜穂子、1969年、東京12チャンネル / 国際放映）や、『笹笛お紋』（主演・安田道代、1969年7月26日公開、大映作品)、『モナリザお京』（「ヤングレディ連載、主演・渥美マリ、1971年6月23日公開、大映 / ダイニチ映配）などがある。
棚下の描く、柔かい曲線で描かれる女性には定評があり、草森紳一は著述の中で、小島功〜棚下〜石ノ森章太郎の3人の漫画家の共通点として、「色気のある線」を挙げている。しかし、1970年代以降は青年誌のリアルな画調の劇画の隆盛に押され、発表作も激減、晩年は若い頃からの無頼漢な性格も災いして不遇な面もあったが、副業として新宿区役所裏で営んでいたミュージックパブ「恋溜」には時折、手塚治虫が訪れ、得意のピアノ演奏を披露したりしていた。
晩年に知り合った、俳優で殺陣師の室町大助を見出したのも棚下である。
2003年、肝硬変のため死去。

## 著書
- 断頭台の司令官 曙出版 1954 (名作漫画曙文庫)
- 巌窟王 東京漫画出版社 1954 (名作漫画文庫)
- ひえつき武士 曙出版 1954 (感激漫画美談文庫)
- 熊谷陣屋 曙出版 1954 (感激漫画美談文庫)
- 三日月童子 鶴書房 1954
- 三つの宝 東京漫画出版社 1954 (名作漫画文庫)
- 筑波太郎 曙出版 1954 (感激漫画美談文庫)
- 電報クイズのミーコちゃん 鶴書房 1955
- 母を尋ねて幾山河 鶴書房 1955
- 星空とおく母がよぶ 東京漫画出版社 1955 (東京漫画文庫)
- 怪傑鷹 鶴書房 1955
- 公園小僧 東京漫画出版社 1955 (東京漫画文庫)
- かっぱ太閤記 ます美書房 1956 (あり文庫)
- 密林の決闘 ます美書房 1956 (あり文庫)
- 女侠無宿 朝日ソノラマ 1968 (サンコミックス)
- ハンターお竜 秋田書店 1969 (プレイコミックデラックス)
- モナリザお京 実業之日本社 1970 (ホリデーコミックス)
- ずうふる 1-3 日本文芸社 1978.5 (ゴラク・コミックス)